# الطريق الدائري الخارجي (نيروبي)
الطريق الدائري الخارجي هو طريقٌ طوله 13 كيلومتر (8.1 ميل) طريق سريع متعدد المسارات يقع في نيروبي، كينيا. قدّم بنك التنمية الأفريقي تمويل البناء في البداية عام 2013، إلا أن تأخير البناء وزيادة حركة المرور أديا إلى تأخير إكمال المشروع. يمتد الطريق السريع بشكل أساسي على طول منطقة إيستلاندز في نيروبي، ويربط مراكز النقل الرئيسية، بما في ذلك طريق نيروبي-ثيكا السريع، وطريق مومباسا، ومطار جومو كينياتا الدولي.
في أغسطس 2020، حصلت كينيا على قرض بقيمة 59 مليون دولار (6.4 مليار شلن كيني) من بنك التصدير والاستيراد الكوري الجنوبي لبناء مسارات خاصة للحافلات ذات السعة العالية (حافلات النقل السريع) لتوسيع القدرة الاستيعابية للطريق.